# تيم دور
تيم دور هو محامي وسياسي أمريكي، ولد في 1973 في دنفر في الولايات المتحدة. نشط حزبياً في الحزب الجمهوري. وقد انتخب عضو مجلس نواب كولورادو ‏.